# Alimmaiset Jakolompolat
Alimmaiset Jakolompolat är en sjö i kommunen Enare i landskapet Lappland i Finland. Sjön ligger 138,1 meter över havet. Arean är 37 hektar och strandlinjen är 6,55 kilometer lång. Sjön  ingår i Pasvik älvs huvudavrinningsområde.   Den ligger omkring 250 kilometer norr om Rovaniemi och omkring 960 kilometer norr om Helsingfors. 
Alimmaiset Jakolompolat ligger nordöst om Jakojärvi. 